# 野毒疣鮋
野毒疣鮋為輻鰭魚綱鮋形目鮋亞目絨皮鮋科的其中一種，為熱帶海水魚，分布於西印度洋紅海海域，體長可達3.5公分，棲息在底層水域，生活習性不明。